# Tronchón
Tronchón – gmina w Hiszpanii, w prowincji Teruel, w Aragonii, o powierzchni 57,11 km². W 2011 roku gmina liczyła 100 mieszkańców.